# Andrija Fuderer
Andrija Fuderer (Subotica, 13. svibnja 1931. – Palamós, 2. studenog 2011.), šahovski velemajstor, član ŠK Spartaka iz Subotice.

## Karijera
Naslov majstora osvojio je na polufinalu V. prvenstva Jugoslavije u Herceg Novom 1949., a titulu internacionalnog majstora FIDE mu priznaje 1953. U dobi od 16 godina na I. omladinskom prvenstvu Jugoslavije u Beogradu 1947. dijeli 1. – 2.mjesto. U finalu prvenstva Jugoslavije nastupio šest puta. Sudjelovao na zonskom turniru u Münchenu (4. mjesto), te međuzonskom turniru u Göteborgu. Na pojedinačnom prvenstvu Hrvatske osvaja 1. mjesto 1951./1958. i 2. mjesto 1959. Izvrsne rezultate postizao je i na međunarodnim turnirima: 4. mjesto, Bled 1950., 2-3. mjesto, Dortmund 1951., 2-3. mjesto, Beograd 1952., 2. mjesto, Opatija 1953., 1. mjesto, Saarbrücken 1953., 3-5. mjesto, Hastings 1954., 1. mjesto, Beverwijk 1958. i 3. mjesto, Zürich 1960. Na šahovskim olimpijadama postigao je izvrsne rezultate: na X. olimpijadi u Helsinkiju 1952. kao I. rezerva 70% (+2.=3); na XI. olimpijadi u Amsterdamu 1954 kao I. rezerva 70,8% (+6,=5,-1); te na XIII. olimpijadi u Münchenu 1958. kao II. pričuva 77,3% (+8,=1,-2). U dvoboju protiv SSSR 1957. pobijedio je Davida Bronsteina 3:1. Bez sumnje, najtalentiraniji igrač svoje generacije, ali kao doktor kemije sredinom 60-ih godina napušta bavljenje šahom i posvećuje se svom zvanju.

## Poveznice
- Fudererove partije šaha na chessgames.com (engleski)